# Lista niemieckich sztandarów na Paradzie Zwycięstwa w Moskwie (1945)

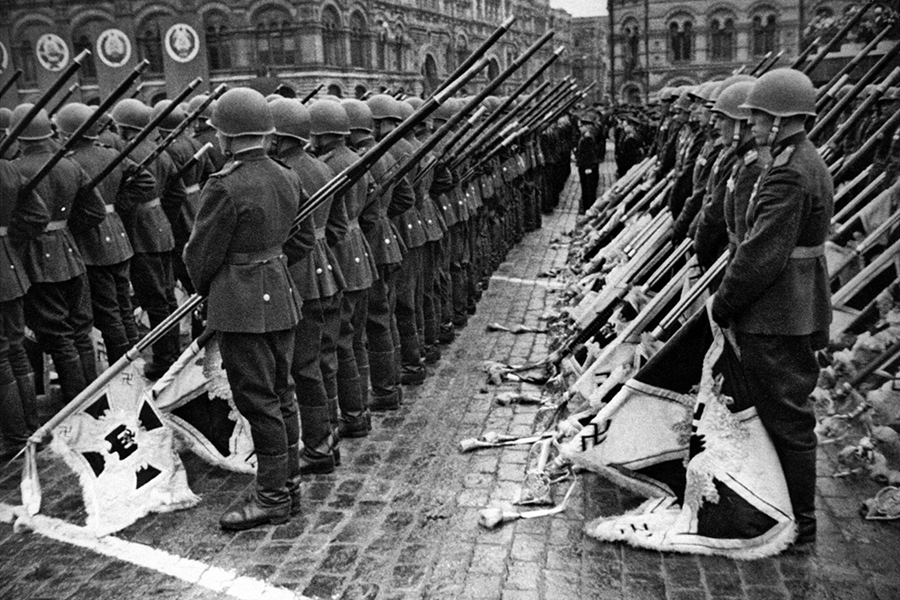
Niemieckie sztandary i chorągwie w rękach żołnierzy NKWD, na Paradzie Zwycięstwa w Moskwie

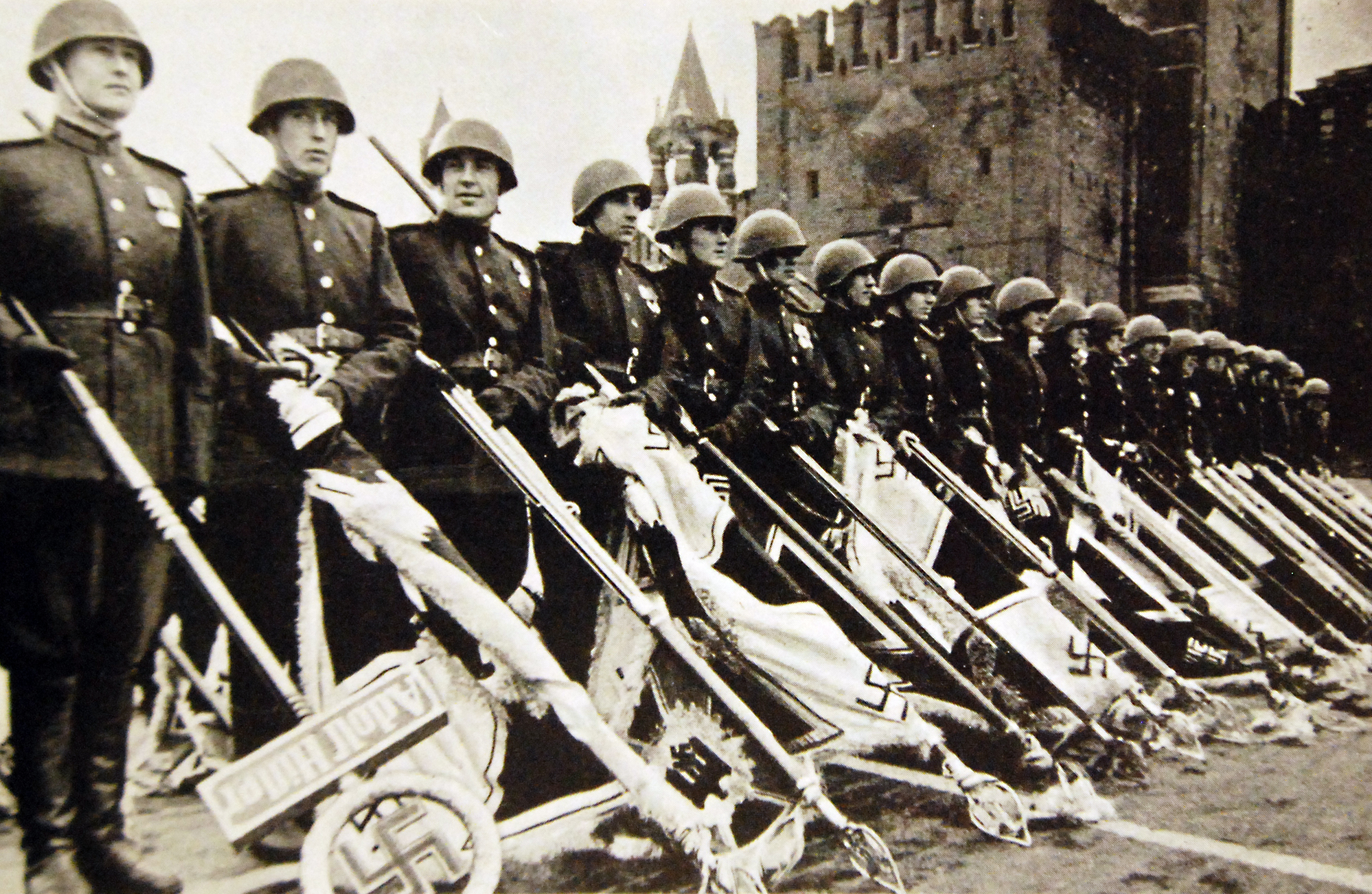
Drzewce chorągwi 1 Dywizji Pancernej SS „Leibstandarte SS Adolf Hitler” na paradzie (pierwsze z lewej)

Lista niemieckich sztandarów na Paradzie Zwycięstwa w Moskwie – niemieckie sztandary i chorągwie wojskowe zdobyte przez żołnierzy radzieckich podczas II wojny światowej, które przy akompaniamencie werbli rzucono na ziemię na placu Czerwonym przed schodami prowadzącymi do Mauzoleum Lenina w czasie Parady Zwycięstwa w Moskwie, która odbyła się 24 czerwca 1945 roku, w celu podkreślenia klęski nazistowskich Niemiec.

## Historia
Na Paradzie Zwycięstwa, upamiętniającej klęskę nazistowskich Niemiec, wykorzystano łącznie 200 niemieckich sztandarów (niem. standarten) i chorągwi (niem. fahnen), w większości należących do Wehrmachtu. Sztandary były prostokątne i miały kształt jaskółczych ogonów, natomiast chorągwie były większe i kwadratowe. Niesione przez żołnierzy NKWD, zostały przy akompaniamencie werbli rzucone przed schody mauzoleum Lenina na placu Czerwonym. Większość sztandarów powstała w 1935 roku. Były też drzewce chorągwi 1 Dywizji Pancernej SS „Leibstandarte SS Adolf Hitler” (LSSAH); chorągiew dywizji została zdobyta osobno i nie została wykorzystana na paradzie. Drzewce niesione były w widocznym miejscu – po prawej stronie przedniego szeregu pierwszej kolumny żołnierzy. Zostały one błędnie nazwane osobistym sztandarem Adolfa Hitlera.
Weksylia zostały wybrane z puli około 900 sztandarów i chorągwi przesłanych do Moskwy z Berlina i Drezna. Część z nich została zdobyta przez Smiersz w maju 1945 roku, część została zabrana z niemieckich muzeów (w 1944 roku Adolf Hitler nakazał przeniesienie do muzeów wszystkich sztandarów wojskowych, być może po to, aby zapobiec ich zdobyciu w walce). Drzewce chorągwi 1 Dywizji Pancernej SS „Leibstandarte SS Adolf Hitler” zostały zdobyte w czasie operacji berlińskiej.
Po paradzie wykonano kolorowe fotografie, przedstawiające rzucane na ziemię sztandary różnych organizacji nazistowskich i innych niemieckich organizacji kombatanckich. Ujęcia zostały dodane do oficjalnego filmu przedstawiającego to wydarzenie. Pomysł zaprezentowania niemieckich sztandarów na paradzie i rzucenia ich na ziemię został zasugerowany przez radzieckiego przywódcę Józefa Stalina w maju 1945 roku. Okazywanie lekceważenia wynikało ze starego zwyczaju „pogardy nie dla wroga, ale dla jego barw wojskowych” w oddziałach rosyjskiego feldmarszałka Aleksandra Suworowa.
Poniższa lista opiera się na wykazie weksyliów, zatwierdzonym 21 czerwca 1945 roku przez pułkownika (późniejszego marszałka artylerii) Gieorgija Pieredielskiego. Jest on podzielony na sztandary i chorągwie batalionów, Abteilung oraz pułków (chociaż w czasie wojny Sowieci zdobyli sztandary większych niemieckich jednostek wojskowych, takich jak XLVII Korpus Pancerny). Lista Pieredielskiego obejmuje również sztandary Armii Cesarstwa Niemieckiego i flagi nazistowskiej policji. Drzewce 1 Dywizji Pancernej SS „Leibstandarte SS Adolf Hitler” zostały zatwierdzone niezależnie od listy. Większość sztandarów znajduje się obecnie w Centralnym Muzeum Sił Zbrojnych w Moskwie, a niektóre w muzeach innych krajów, między innymi w Muzeum Wojska Polskiego w Warszawie.

## Sztandary i chorągwie batalionów
| Sztandar / Chorągiew | Jednostka wojskowa                                 | Rodzaj wojsk           |
| -------------------- | -------------------------------------------------- | ---------------------- |
|                      | 1 Batalion 1 Pułku Piechoty                        | Piechota               |
|                      | 1 Batalion 1 Brygady Pancernej                     | Pancerne               |
|                      | 1 Batalion 2 Pułku Pancernego                      | Pancerne               |
|                      | 1 Batalion 3 Pułku Piechoty                        | Piechota               |
|                      | 1 Batalion 6 Pułku Strzelców Kawalerii             | Kawaleria              |
|                      | 1 Batalion 7 Pułku Strzelców Kawalerii             | Kawaleria              |
|                      | 1 Batalion 7 Pułku Piechoty                        | Piechota               |
|                      | 1 Batalion 10 Pułku Piechoty                       | Piechota               |
|                      | 1 Batalion 13 Pułku Piechoty                       | Piechota               |
|                      | 1 Batalion 14 nieznanej jednostki wojskowej        |                        |
|                      | 1 Batalion 15 Pułku Piechoty                       | Piechota               |
|                      | 1 Batalion 15 Pułku Pancernego                     | Pancerne               |
|                      | 1 Batalion 21 Pułku Rozpoznawczego                 | Rozpoznanie            |
|                      | 1 Batalion 22 Pułku Piechoty                       | Piechota               |
|                      | 1 Batalion 23 Pułku Piechoty                       | Piechota               |
|                      | 1 Batalion 24 Pułku Piechoty                       | Piechota               |
|                      | 1 Batalion 27 Pułku Pancernego                     | Pancerne               |
|                      | 1 Batalion 28 Pułku Piechoty                       | Piechota               |
|                      | 1 Batalion 30 Pułku Piechoty                       | Piechota               |
|                      | 1 Batalion 31 Pułku Pancernego                     | Pancerne               |
|                      | 1 Batalion 36 Pułku Piechoty                       | Piechota               |
|                      | 1 Batalion 38 Pułku Piechoty                       | Piechota               |
|                      | 1 Batalion 43 Pułku Piechoty                       | Piechota               |
|                      | 1 Batalion 45 Pułku Piechoty                       | Piechota               |
|                      | 1 Batalion 49 Pułku Piechoty                       | Piechota               |
|                      | 1 Batalion 51 Pułku Piechoty                       | Piechota               |
|                      | 1 Batalion 57 Pułku Piechoty                       | Piechota               |
|                      | 1 Batalion 59 Pułku Piechoty                       | Piechota               |
|                      | 1 Batalion 68 Pułku Inżynieryjnego                 | Pionierzy              |
|                      | 1 Batalion 71 Pułku Piechoty                       | Piechota               |
|                      | 1 Batalion 81 Pułku Piechoty                       | Piechota               |
|                      | 1 Batalion 83 Pułku Piechoty                       | Piechota               |
|                      | 1 Batalion 84 Pułku Piechoty                       | Piechota               |
|                      | 1 Batalion 88 Pułku Piechoty                       | Piechota               |
|                      | 1 Batalion 106 Pułku Piechoty                      | Piechota               |
|                      | 1 Batalion 116 Pułku Piechoty                      | Piechota               |
|                      | 1 Batalion Rowerowy Piechoty                       | Piechota               |
|                      | 1 Batalion Inżynieryjny                            | Pionierzy              |
|                      | 1 Batalion Łączności                               | Łączność               |
|                      | 1 Batalion Strzelców 2 Pułku Piechoty              | Piechota               |
|                      | 1 Jednostka Policji                                | Policja                |
|                      | 1 Zmotoryzowany Batalion Strzelców                 | Piechota zmotoryzowana |
|                      | 1 Batalion Transportowy                            | Logistyka              |
|                      | 2 Batalion 1 Pułku Piechoty                        | Piechota               |
|                      | 2 Batalion 1 Pułku Pancernego                      | Pancerne               |
|                      | 2 Batalion 2 Pułku Piechoty                        | Piechota               |
|                      | 2 Batalion 2 Pułku Pancernego                      | Pancerne               |
|                      | 2 Batalion 3 Pułku Piechoty                        | Piechota               |
|                      | 2 Batalion 6 Pułku Strzelców Kawalerii             | Kawaleria              |
|                      | 2 Batalion 7 Pułku Strzelców Kawalerii             | Kawaleria              |
|                      | 2 Batalion 7 Pułku Piechoty                        | Piechota               |
|                      | 2 Batalion 7 Pułku Rezerwowego                     |                        |
|                      | 2 Batalion 13 Pułku Piechoty                       | Piechota               |
|                      | 2 Batalion 14 Pułku Piechoty                       | Piechota               |
|                      | 2 Batalion 15 Pułku Inżynieryjnego                 | Saperzy                |
|                      | 2 Batalion 15 Pułku Piechoty                       | Piechota               |
|                      | 2 Batalion 15 Pułku Rozpoznawczego                 | Rozpoznanie            |
|                      | 2 Batalion 22 Pułku Piechoty                       | Piechota               |
|                      | 2 Batalion 23 Pułku Piechoty                       | Piechota               |
|                      | 2 Batalion 24 Pułku Piechoty                       | Piechota               |
|                      | 2 Batalion 28 Pułku Piechoty                       | Piechota               |
|                      | 2 Batalion 28 Pułku Piechoty                       | Piechota               |
|                      | 2 Batalion 30 Pułku Piechoty                       | Piechota               |
|                      | 2 Batalion 36 Pułku Piechoty                       | Piechota               |
|                      | 2 Batalion 38 Pułku Piechoty                       | Piechota               |
|                      | 2 Batalion 43 Pułku Piechoty                       | Piechota               |
|                      | 2 Batalion 44 Pułku Piechoty                       | Piechota               |
|                      | 2 Batalion 45 Pułku Piechoty                       | Piechota               |
|                      | 2 Batalion 49 Pułku Piechoty                       | Piechota               |
|                      | 2 Batalion 51 Pułku Piechoty                       | Piechota               |
|                      | 2 Batalion 57 Pułku Piechoty                       | Piechota               |
|                      | 2 Batalion 59 Pułku Piechoty                       | Piechota               |
|                      | 2 Batalion 68 Pułku Inżynieryjnego                 | Saperzy                |
|                      | 2 Batalion 71 Pułku Piechoty                       | Piechota               |
|                      | 2 Batalion 81 Pułku Piechoty                       | Piechota               |
|                      | 2 Batalion 83 Pułku Piechoty                       | Piechota               |
|                      | 2 Batalion 84 Pułku Piechoty                       | Piechota               |
|                      | 2 Batalion 88 Pułku Piechoty                       | Piechota               |
|                      | 2 Batalion 116 Pułku Piechoty                      | Piechota               |
|                      | 2 Batalion 116 Pułku Rezerwowego                   |                        |
|                      | 2 Batalion nienumerowanego pułku piechoty          | Piechota               |
|                      | 3 Batalion 1 Pułku Piechoty                        | Piechota               |
|                      | 3 Batalion 2 Pułku Piechoty                        | Piechota               |
|                      | 3 Batalion 3 Pułku Piechoty                        | Piechota               |
|                      | 3 Batalion 7 Pułku Piechoty                        | Piechota               |
|                      | 3 Batalion 11 Pułku Rezerwowego                    |                        |
|                      | 3 Batalion 22 Pułku Piechoty                       | Piechota               |
|                      | 3 Batalion 23 Pułku Piechoty                       | Piechota               |
|                      | 3 Batalion 24 Pułku Piechoty                       | Piechota               |
|                      | 3 Batalion 28 Pułku Piechoty                       | Piechota               |
|                      | 3 Batalion 30 Pułku Piechoty                       | Piechota               |
|                      | 3 Batalion 33 Pułku Grenadierów Pancernych         | Piechota zmotoryzowana |
|                      | 3 Batalion 43 Pułku Piechoty                       | Piechota               |
|                      | 3 Batalion 44 Pułku Piechoty                       | Piechota               |
|                      | 3 Batalion 45 Pułku Piechoty                       | Piechota               |
|                      | 3 Batalion 49 Pułku Piechoty                       | Piechota               |
|                      | 3 Batalion 51 Pułku Piechoty                       | Piechota               |
|                      | 3 Batalion 57 Pułku Piechoty                       | Piechota               |
|                      | 3 Batalion 71 Pułku Piechoty                       | Piechota               |
|                      | 3 Batalion 84 Pułku Piechoty                       | Piechota               |
|                      | 3 Batalion 88 Pułku Piechoty                       | Piechota               |
|                      | 3 Batalion 106 Pułku Piechoty                      | Piechota               |
|                      | 3 Batalion 116 Pułku Piechoty                      | Piechota               |
|                      | 3 Batalion Strzelców 15 Pułku Piechoty             | Piechota               |
|                      | 4 Batalion 61 Pułku Piechoty                       | Piechota               |
|                      | 4 Jednostka Policji                                | Policja                |
|                      | 8 Batalion Inżynieryjny                            | Saperzy                |
|                      | 8 Batalion Łączności                               | Łączność               |
|                      | 8 Batalion Transportowy                            | Logistyka              |
|                      | 9 Batalion Karabinów Maszynowych                   |                        |
|                      | 9 Batalion Pancerny                                | Pancerne               |
|                      | 9 Jednostka Policji                                | Policja                |
|                      | 9 Batalion Transportowy                            | Logistyka              |
|                      | 11 Batalion Inżynieryjny                           | Saperzy                |
|                      | 11 Batalion Łączności                              | Łączność               |
|                      | 15 Batalion Inżynieryjny                           | Saperzy                |
|                      | 15 Batalion Łączności                              | Łączność               |
|                      | 15 Batalion Karabinów Maszynowych                  |                        |
|                      | 18 Batalion Inżynieryjny                           | Saperzy                |
|                      | 18 Batalion Łączności                              | Łączność               |
|                      | 21 Batalion Inżynieryjny                           | Saperzy                |
|                      | 21 Batalion Łączności                              | Łączność               |
|                      | 28 Batalion Inżynieryjny                           | Saperzy                |
|                      | 28 Batalion Łączności                              | Łączność               |
|                      | 29 Batalion Inżynieryjny                           | Saperzy                |
|                      | 29 Batalion Łączności                              | Łączność               |
|                      | 29 Jednostka Policji                               | Policja                |
|                      | 31 Batalion Karabinów Maszynowych                  |                        |
|                      | 37 Batalion Łączności                              | Łączność               |
|                      | 38 Batalion Karabinów Maszynowych                  |                        |
|                      | 41 Batalion Inżynieryjny                           | Saperzy                |
|                      | 41 Batalion Łączności                              | Łączność               |
|                      | 48 Batalion Inżynieryjny                           | Saperzy                |
|                      | 48 Batalion Łączności                              | Łączność               |
|                      | 58 Batalion Inżynieryjny                           | Saperzy                |
|                      | 59 Batalion Karabinów Maszynowych                  |                        |
|                      | 67 Batalion Pancerny                               | Pancerne               |
|                      | 77 Pancerny Batalion Łączności                     | Łączność               |
|                      | Nienumerowany batalion strzelców 15 Pułku Piechoty | Piechota               |

## Sztandary i chorągwieAbteilung
| Sztandar / Chorągiew | Jednostka wojskowa                            | Rodzaj wojsk           |
| -------------------- | --------------------------------------------- | ---------------------- |
|                      | 1 Abteilung Rozpoznania Artyleryjskiego       | Artyleria              |
|                      | 1 Abteilung 8 Pułku Artylerii                 | Artyleria              |
|                      | 1 Abteilung 9 Pułku Artylerii                 | Artyleria              |
|                      | 1 Abteilung 15 Pułku Artylerii                | Artyleria              |
|                      | 1 Abteilung 28 Pułku Artylerii                | Artyleria              |
|                      | 1 Abteilung 44 Pułku Artylerii                | Artyleria              |
|                      | 1 Abteilung 45 Pułku Artylerii                | Artyleria              |
|                      | 1 Abteilung 54 Pułku Artylerii                | Artyleria              |
|                      | 1 Abteilung 57 Pułku Artylerii                | Artyleria              |
|                      | 1 Abteilung 116 Pułku Artylerii               | Artyleria              |
|                      | 1 Batalion 13 Pułku Strzelców Zmotoryzowanych | Piechota zmotoryzowana |
|                      | 2 Abteilung 8 Pułku Artylerii                 | Artyleria              |
|                      | 2 Abteilung 9 Pułku Artylerii                 | Artyleria              |
|                      | 2 Abteilung 18 Pułku Artylerii                | Artyleria              |
|                      | 2 Abteilung 21 Pułku Artylerii                | Artyleria              |
|                      | 2 Abteilung 28 Pułku Artylerii                | Artyleria              |
|                      | 2 Abteilung 37 Pułku Artylerii                | Artyleria              |
|                      | 2 Abteilung 44 Pułku Artylerii                | Artyleria              |
|                      | 2 Abteilung 47 Pułku Artylerii                | Artyleria              |
|                      | 2 Abteilung 64 Pułku Artylerii                | Artyleria              |
|                      | 2 Abteilung 78 Pułku Artylerii                | Artyleria              |
|                      | 3 Abteilung 1 Pułku Artylerii                 | Artyleria              |
|                      | 3 Abteilung 8 Pułku Artylerii                 | Artyleria              |
|                      | 3 Abteilung 9 Pułku Artylerii                 | Artyleria              |
|                      | 3 Abteilung 21 Pułku Artylerii                | Artyleria              |
|                      | 3 Abteilung 65 Pułku Artylerii                | Artyleria              |
|                      | 3 Batalion Strzelców 15 Pułku Piechoty        | Piechota               |
|                      | 9 Abteilung Przeciwpancerny                   | Panzerjäger            |
|                      | 11 Abteilung Przeciwpancerny                  | Panzerjäger            |
|                      | 15 Abteilung Przeciwpancerny                  | Panzerjäger            |
|                      | 18 Abteilung Rozpoznania Artyleryjskiego      | Artyleria              |
|                      | 21 Abteilung Przeciwpancerny                  | Panzerjäger            |
|                      | 28 Abteilung Rozpoznania Artyleryjskiego      | Artyleria              |
|                      | 37 Abteilung Przeciwpancerny                  | Panzerjäger            |
|                      | 41 Batalion Inżynieryjny                      | Saperzy                |
|                      | 42 Abteilung Przeciwpancerny                  | Panzerjäger            |

## Sztandary i chorągwie pułków
| Sztandar / Chorągiew | Jednostka wojskowa                              | Rodzaj wojsk |
| -------------------- | ----------------------------------------------- | ------------ |
|                      | 1 Pułk Kawalerii                                | Kawaleria    |
|                      | 1 Pułk Kawalerii                                | Kawaleria    |
|                      | 1 Pułk Kirasjerów                               | Kawaleria    |
|                      | 1 Pułk Dragonów                                 | Kawaleria    |
|                      | 1 Pułk Ułanów Kawalerii                         | Kawaleria    |
|                      | 2 Pułk Kawalerii                                | Kawaleria    |
|                      | 2 Pułk Ułanów                                   | Kawaleria    |
|                      | 3 Pułk Kawalerii                                | Kawaleria    |
|                      | III Grupa Zerstörergeschwader 26 „Horst Wessel” | Luftwaffe    |
|                      | 4 Pułk Kawalerii                                | Kawaleria    |
|                      | 4 Pułk Kawalerii                                | Kawaleria    |
| Sztandar z 1813 roku | 4 Pułk Huzarów                                  | Kawaleria    |
| Sztandar z 1888 roku | 4 Pułk Huzarów                                  | Kawaleria    |
|                      | 4 Pułk Ułanów                                   | Kawaleria    |
|                      | 5 Pułk Kirasjerów                               | Kawaleria    |
|                      | 6 Pułk Huzarów                                  | Kawaleria    |
|                      | 8 Pułk Kawalerii                                | Kawaleria    |
|                      | 8 Pułk Ciężkich Dragonów                        | Kawaleria    |
|                      | 8 Pułk Ułanów Kawalerii                         | Kawaleria    |
|                      | 9 Pułk Kawalerii                                | Kawaleria    |
|                      | 10 Pułk Dragonów                                | Kawaleria    |
|                      | 10 Pułk Kawalerii                               | Kawaleria    |
|                      | 10 Pułk Ułanów                                  | Kawaleria    |
|                      | 11 Pułk Kawalerii                               | Kawaleria    |
|                      | 12 Pułk Kawalerii Lekkiej                       | Kawaleria    |
|                      | 17 Pułk Artylerii                               | Artyleria    |

## Drzewce LSSAH
| Chorągiew | Jednostka wojskowa                                    | Rodzaj wojsk |
| --------- | ----------------------------------------------------- | ------------ |
|           | 1 Dywizja Pancerna SS „Leibstandarte SS Adolf Hitler” | Waffen-SS    |